# مخطوطة واشنطونيانس

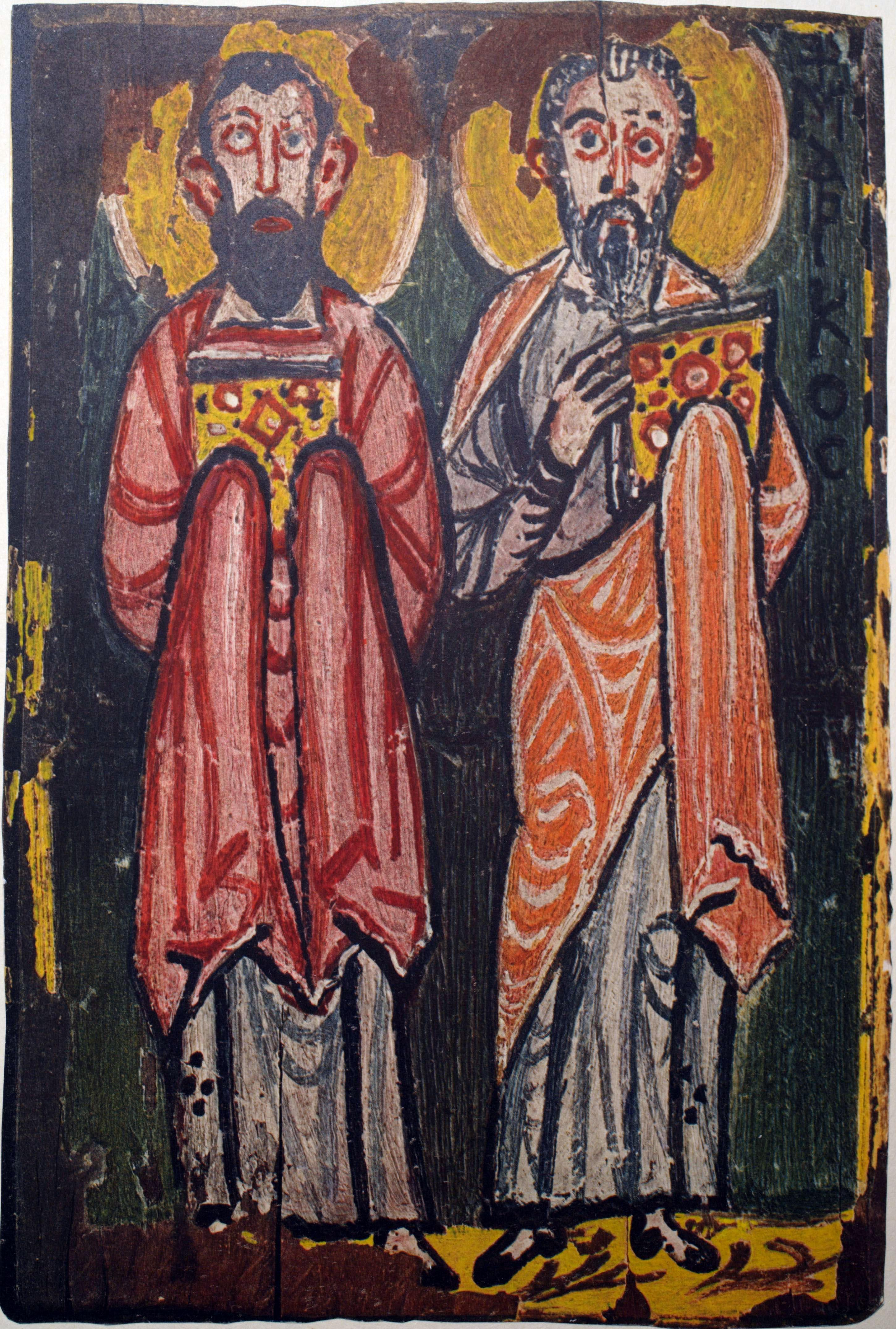

مخطوطة واشنطونيانس، المرقمة بالرقم W أو 032 (في ترقيم Gregory-Aland ) ، 4 014 ( Soden ) ، وتسمى أيضاً مخطوطة واشنطن للأناجيل ، والإنجيل فرير ، تحتوي على الأناجيل التوراتية الأربعة اليونانية مكتوبة على صفحات من الرق في القرن الرابع أو الخامس.  المخطوطة تحتوي على الكثير من المساحات البيضاء في كل صفحة.

## روابط خارجية
- ها ساندرز، فاكس من مخطوطة واشنطن ...  في CSNTM
- الصور الممسوحة ضوئيًا للدستور الغذائي (الفاكس)
- موسوعة كتاب العهد الجديد للنقد النصي لـ W